# Llévame contigo (película)
Llévame contigo es una película de Argentina en blanco y negro dirigida por Juan Sires según el guion de Eduardo Borrás que se estrenó el 20 de abril de 1951 y que tuvo como protagonistas a Jorge Salcedo, Aída Alberti y Enrique García Satur.

## Sinopsis
En una mansión abandonada dos vagabundos presencian cómo tras una discusión una mujer golpea a su marido y se va creyéndolo muerto.

## Reparto
- Jorge Salcedo
- Aída Alberti
- Enrique García Satur
- Guillermo Pedemonte
- Joaquín Franco
- Manuel Alcón

## Comentarios
King en El Mundo opinó:

”Contra un argumento harto convencional carente de humanidad y frecuente en situaciones falsas e ingenuas, han resultado escasos los esfuerzos de sus intérpretes principales."

Por su parte Manrupe y Portela escriben:

”Juego de equívocos y voyeurismo en una de las películas menos conocidas de los '50."